# Esquadrão N.º 41 da RNZAF

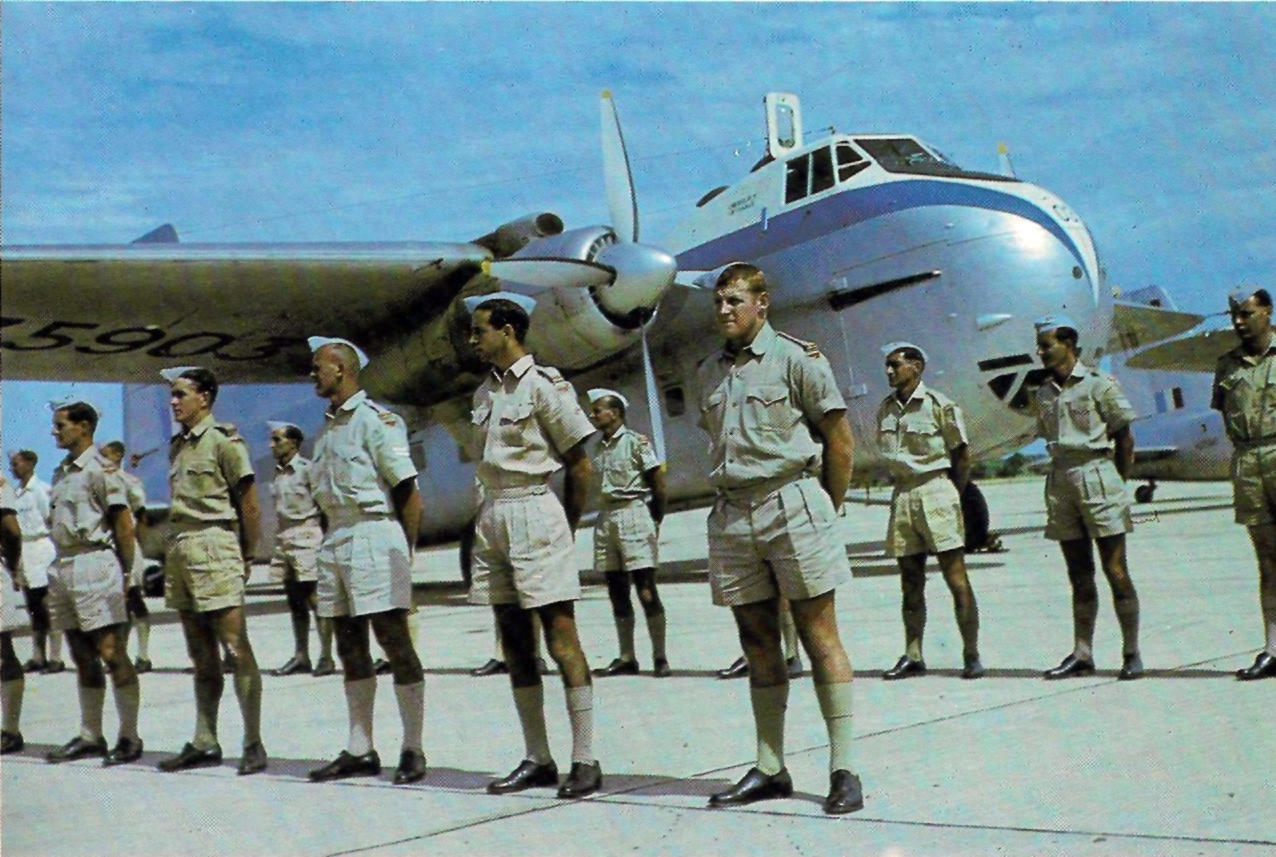
Militares do esquadrão e um Bristol Freighter na Tailândia, em 1962

O esquadrão N.º 41 foi um esquadrão da Real Força Aérea Neozelandesa (RNZAF). O esquadrão foi formado em 1944 e realizou operações de transporte aéreo no Pacífico Sul durante a Segunda guerra Mundial. Permaneceu activo depois do final da guerra, transportando mantimentos para a força de ocupação neozelandesa no Japão. Três tripulações do esquadrão participaram no Bloqueio de Berlim durante 1948 e 1949, e um destacamento esteve temporariamente em Singapura entre 1949 e 1951. A partir de 1955, todo o esquadrão esteve estacionado em Singapura, a partir de onde participou na Emergência Malaia, nos confrontos entre a Indonésia e a Malásia e na Guerra do Vietname. Destacamentos do esquadrão foram também criados na Tailândia entre 1962 e 1965. Em 1977, o esquadrão foi extinto.